# Straszyńscy herbu Wolf
Straszyńscy – rodzina szlachecka pochodzenia niemieckiego zamieszkująca Litwę i Pomorze (Straszyn w powiecie gdańskim); pieczętowała się herbem Wolf (odmianą bez pasów na tarczy herbowej; z wizerunkiem pół-lwa wspiętego nad koroną rangową, zwróconego w prawo). Herbarz Kaspra Niesieckiego Korona Polska informuje, że rodzina Straszyńskich pieczętowała się herbem 'Lew', który jest odmianą herbu Wolf z następującymi modyfikacjami: "(...) rzek nie masz i na hełmie sam tylko lew, łapa jedna prawa w górę, druga przednia na dół, nóg zaś tylnych z korony nie widać, tak go opisuje MS o familiach pruskich". Do gałęzi rodu (spokrewnionej z rodziną Wolff) należał m.in. Paweł Straszyński (1784–1847), wikariusz kapitulny archidiecezji warszawskiej i biskup sejneński w latach 1836-1847. Po 1812, Paweł Straszyński  przekształcił gmach klasztorny w Liszkowie w dawnym woj. trockim w dom księży Demerytów nad którymi sprawował szczególną opiekę. Dom był miejscem pobytu księży wykluczonych karnie ze swoich parafii; księży, którzy zeszli z drogi obowiązków. Dom księży Demerytów w Liszkowie funkcjonował do 1849, kiedy to przejął taką funkcję klasztor łysogórski.. 